# Dümmer (jezioro)
Dümmer – jezioro położone w Niemczech, w kraju związkowym Dolna Saksonia, między Wezerą i Ems.
Przez jezioro przepływa rzeka Hunte, lewy dopływ Wezery. Z Dümmer w kierunku północnym wypływa rzeka Lohne, która w Diepholz łączy się z Hunte. 
Dümmer jest biotopem dla ptaków wodnych, jest także zlokalizowane w miejscu często uczęszczanym przez ptaki wędrujące.